# Kirchenboot
Ein Kirchenboot, auch: Kirchenschiff (nicht zu verwechseln mit dem Längsraum von Kirchen), ist ein Gotteshaus auf dem Wasser, das vornehmlich zur Seelsorge der Menschen, die auf den Binnenschiffen leben und arbeiten, dient. Diese können sich meist nicht an den festen Terminen einer Ortsgemeinde orientieren. Die Angebote der Binnenschifferseelsorge berücksichtigen die besonderen Arbeitsbedingungen in der Binnenschifffahrt. Deutschlandweit gibt es sechs Kirchenboote.

## Kirchenboote

### Deutschland

#### Flussschifferkirche Hamburg

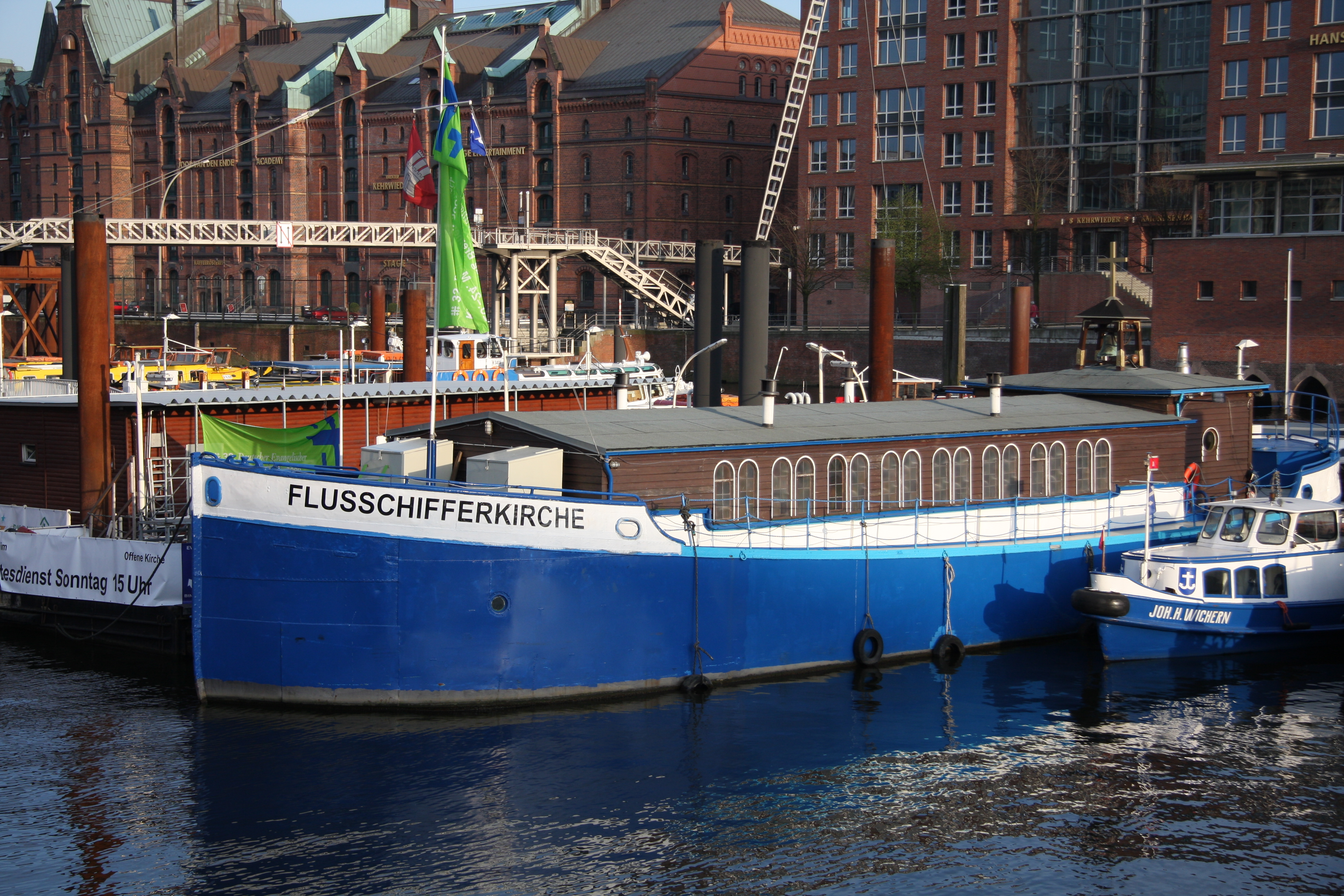
Flussschifferkirche in Hamburg (2009)

Die Flussschifferkirche ist eine evangelische Kirche in Hamburg, die auf einem 1906 gebauten und außer Dienst gestellten Weserleichter eingerichtet wurde.

#### KirchenbootSt. Nikolausdes Bistums Essen
Im November 1964 weihte Bischof Franz Hengsbach das Kirchenboot des Bistums Essen. Es war bis 2011 eine katholische Kirche auf dem Wasser im Rhein am Duisburger Hafen, dem größten Binnenhafen Europas. Der Name des Kirchenbootes ist der Schutzpatron der Fahrensleute, St. Nikolaus.
Das Boot besaß einen Kirchenraum für 32 Personen. Es ist 15,3 m lang, 4,3 m breit und hat 1,27 m Tiefgang. Ein Dieselmotor von 169 PS treibt das Schiff mit einer Geschwindigkeit von zwölf Knoten (ca. 22 km/h) an.
Bei der Weihe nannte der Bischof das Boot „ein Zeichen der nimmermüden Sorge der Kirche auch für die Menschen auf dem Strom, die kaum Zeit haben, einen Gottesdienst zu besuchen, und die Kirche nur von Weitem sehen“. Über 30 Jahren fuhr der katholische Schifferpastor Werner Paquet (1942–2016) als Kapitän und Seelsorger auf der St. Nikolaus durch den Hafen. Nach der Außerdienststellung 2011 wurde St. Nikolaus in Niedersachsen und Bremen profan genutzt und kehrte zum Hafenfest 2022 in Duisburg-Ruhrort an seine alte Wirkungsstätte zurück.
Die St. Nikolaus kommt in der Fernsehserie MS Franziska vor, in der sie vom Hafenpastor Blacky benutzt wird.

#### Evangelisches KirchenbootJohann Hinrich Wichernin Duisburg
Daneben gibt es hier ein weiteres Kirchenboot, das der evangelischen Kirche. Benannt ist es nach dem gleichnamigen Theologen. Die katholische und die evangelische Binnenschifferseelsorge arbeiten mit jeweils einem eigenen Schiff. Mit der Johann Hinrich Wichern fahren die Mitarbeitenden des evangelischen Binnenschifferdienstes an mehreren Tagen in der Woche durch den Hafen. Mit seinem kleinen Gottesdienstraum bietet das Boot u. a. auch die Möglichkeit zu Schiffertrauungen und -taufen. Das Boot wurde am 13. April 1980 in Dienst gestellt.

#### Evangelische Schiffergemeinde Berlin-Brandenburg
Eines von deutschlandweit sechs Kirchenbooten fuhr in Berlin. Am 14. April 1999 war die Jungfernfahrt der Wichern Archenova. Das Schiff ist 7,5 m lang und hat einen 208-PS-Motor. Die Kosten wurden über Spenden finanziert. Das Schiff war auf Havel, Spree und Dahme unterwegs.

### Österreich

#### KirchenschiffRose des Wörthersees
Anlässlich des Reformationsjubiläums 2017 wurde mit der Rose des Wörthersees ein schwimmender Altarraum geweiht, der in den Gemeinden um den Wörthersee eingesetzt werden soll. Das Boot, das durch Schüler der Klagenfurter HTL1 errichtet wurde, befindet sich in Trägerschaft der Superintendentur.

### Belgien

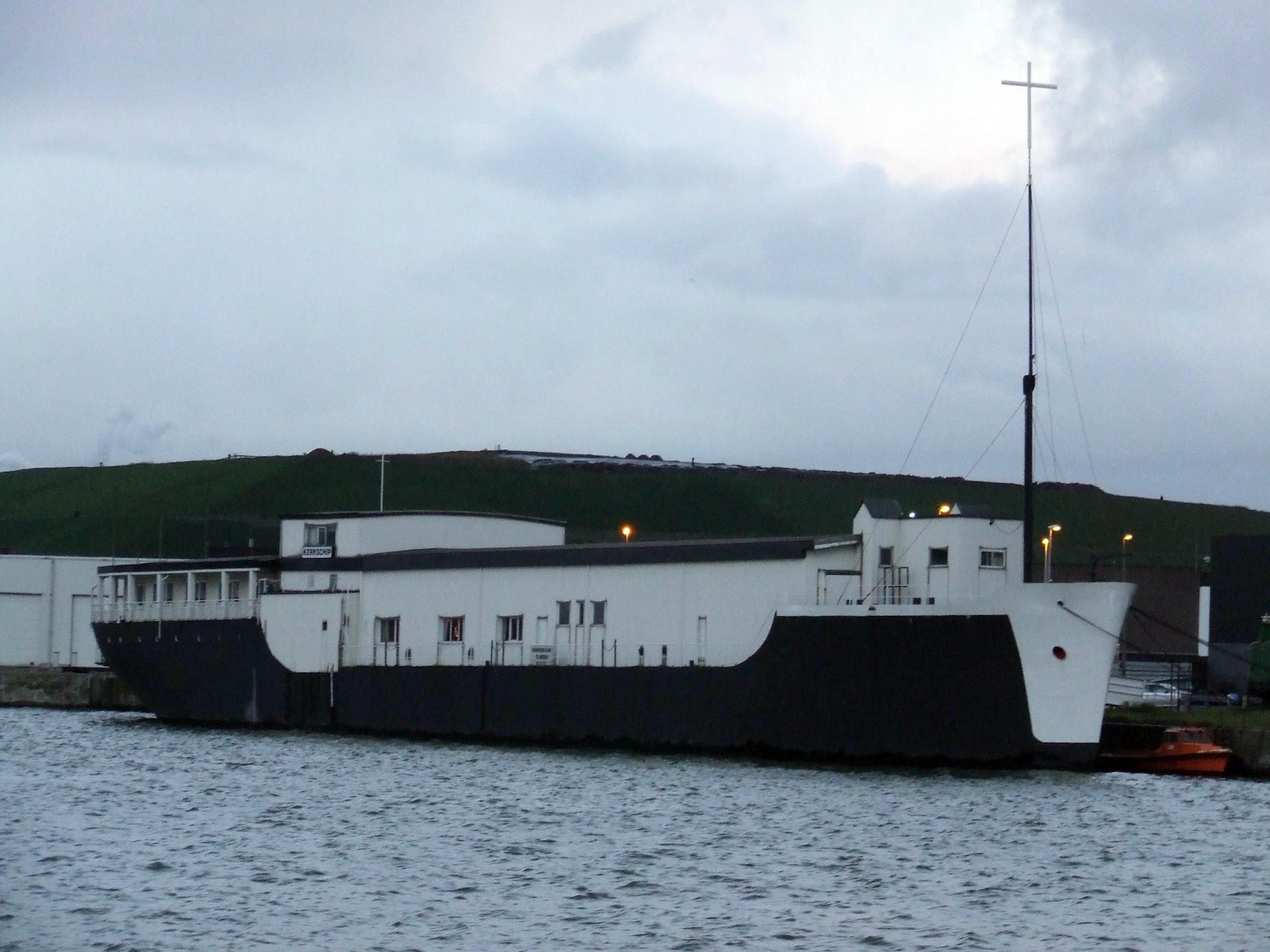
Kirchenschiff St. Jozef

- Kerkschip St. Jozef, Antwerpen